# Joymania Development
Joymania Development, vormals Joymania Entertainment, ist ein deutsches Computerspiel-Entwicklungsunternehmen. Bekannt wurde das kleine Unternehmen durch das PC-Strategiespiel Knights and Merchants.

## Geschichte
Es wurde 1997 von zwei ehemaligen Entwicklern des Strategiespiels Die Siedler II, Peter Ohlmann (Programmierer) und Adam Sprys (Grafiker), gegründet.
Einige Zeit nach Knights and Merchants (2001) wurde der Zusatz Entertainment durch Development ersetzt. Ab 2003 entwickelte Joymania für CDV die In-Trouble-Serie.
Aktuell gibt es keine weiteren Spiele, da die beiden Entwickler andere Wege gehen. Sprys arbeitet an kleinen Auftragsprojekten, Ohlmann hat ein neues Unternehmen namens Coreplay gegründet.

## Projekte
| Joymania Entertainment: |                                               |                         |                                |
| Jahr                    | Name                                          | Plattform               | Publisher                      |
| 1998                    | Knights and Merchants: The Shattered Kingdom  | Windows, MacOS, MorphOS | TopWare Interactive            |
| 2000                    | Cultures: Die Entdeckung Vinlands             | Windows                 | THQ                            |
| 2001                    | Knights and Merchants: The Peasants Rebellion | Windows                 | TopWare Interactive, Blackstar |
| Joymania Development:   |                                               |                         |                                |
| Jahr                    | Name                                          | Plattform(en)           | Publisher                      |
| 2002                    | Santa Claus in Trouble                        | Windows                 | cdv Software Entertainment     |
| 2003                    | Rosso Rabbit in Trouble                       | Windows                 | cdv Software Entertainment     |
| 2004                    | Santa Claus in Trouble... Again!              | Windows                 | cdv Software Entertainment     |
| 2020                    | Santa Claus in Trouble (HD)                   | Windows                 | Joymania Development           |